# Summer Fontana
Summer Fontana, née le 7 décembre 2008 dans l'Ohio, États-Unis est une actrice américaine. Elle a joué dans la série The Originals, rôle de Hope Andrea Mikaelson dans la quatrième saison et a prêté sa voix pour interpréter Ella Bella dans l'animé Ella Bella Bingo.

## Carrière
Elle a joué dans la série The Originals dans la saison 4 à l'âge de 6 ans pour interpréter Hope Andrea Mikaelson

## Filmographie

### Films
- 2019 : X-Men: Dark Phoenix : Jean Grey à 8 ans
- 2020 : Wish Upon a Unicorn : Emma Dindal

### Séries
- 2015 : The Seers : Student 3
- 2017 - 2018 : The Originals : Hope Andrea Mikaelson (enfant) (principale saison 4, invité saison 5)
- 2020 : The Magicians : Fillory Kid
- 2020 : The Outsider : Maya Maitland
- 2021 : Legacies : Hope Mikaelson (enfant) (saison 3, épisode 15 et saison 4, épisode 5 (flashback))

## Doublage
- 2019 : Ella Bella Bingo (en) : Ella Bella